# アールト・ファン・デル・ネール
アールト・ファン・デル・ネール（蘭: Aert van der Neer, 1603年ごろ - 1677年11月9日）は、オランダ黄金時代のオランダ人画家。月明かりや炎が照らし出す夜景や、雪が積もった冬を描いた風景画家として知られ、その作品には運河や川が描かれることが多かった。アルベルト・カイプやメインデルト・ホッベマといった著名なオランダ人風景画家と同時代の画家だが、ホッベマ同様に存命中は評価の高くない画家であった。
2008年にホルクム地域文書保管所 (Gorinchem Regional Archive) のレーネ・ファン・ダイクによる研究で、ファン・デル・ネールがホルクムの出身だったことが立証されている。同時代のオランダ人画家、著述家アルノルト・ホウブラーケンが書いた芸術家の伝記『大劇場』によれば、ファン・デル・ネールはもともと専業画家ではなく、アルケル地方 (en:Arkel) の領主のもとで法官の任に就いていたため、キャリア初期の作品数は少ないとなっている。ファン・デル・ネールは1629年にリズベトという女性と結婚し、その兄ヨヘム・ホファルツ・カンプハウゼンの影響で絵画制作を始めたと考えられている。ファン・デル・ネールとリズベトの間には6人の子供が生まれ、二人目の子供のエグロン (en:Eglon van der Neer) は後に画家として成功した。
ファン・デル・ネールが描いた風景画の売れ行きは家族を養うのが精一杯で、高く売れるような絵画ではなかった。1659年にアムステルダムのカルファー通り (en:Kalverstraat) に居酒屋を開いて家計の足しにしようとしたが、2年後にはこの店もつぶれてしまっている。ファン・デル・ネールは悲惨な貧困のうちにアムステルダムで死去し、死後に残った絵画は1点あたりわずか5シリングという非常に低い評価しか受けることはなかった。
最初期の作品には自身の名前の頭文字である「A.V.」、「D.N.」と制作日付とが組み合わされた署名がなされている。最初期の絵画にはアムステルダム国立美術館所蔵の風景画（1639年）やキールのマルタンス・コレクション所蔵の風景画（1642年）などが現存しているが、いずれも未熟な作品で質は低い。一方、イングランドのレディ・ウォンテージ・コレクションが所蔵する『冬の風景』（1643年）やブリュッセルのダレンベルク・コレクションが所蔵する『月夜』（1644年）の評価は比較的高い。
1652年にアムステルダムの旧市庁舎は火災で焼け落ちた。ファン・デル・ネールはこのときの様子を数枚の絵画に残しており、これらの作品は現在ベルリンやコペンハーゲンのギャラリーでみることができる。ファン・デル・ネールは生涯のほとんどをアムステルダムで送ったと考えられているが、その作品からはハールレムやライデンの運河や河川もよく知っていたことがうかがわれ、マース川やライン川なども作品に描かれている。アルベルト・カイプの故郷ドルトレヒトも数点の絵画に描かれており、ファン・デル・ネールとカイプとの間に友情関係があったことを示す証拠が多く残されている。二人で共同制作した絵画も何点かあり、両名の署名が残っている作品も現存している。現在ベドフォード公爵家とウェストミンスター公爵家が所蔵するカイプの作品で、凍ったマース川で漁師がニシンを箱詰めしている絵画と穏やかな川の水面に月明かりがきらめいている絵画がある。これらの作品はファン・デル・ネールの絵画をもとにして描かれたとも言われている。

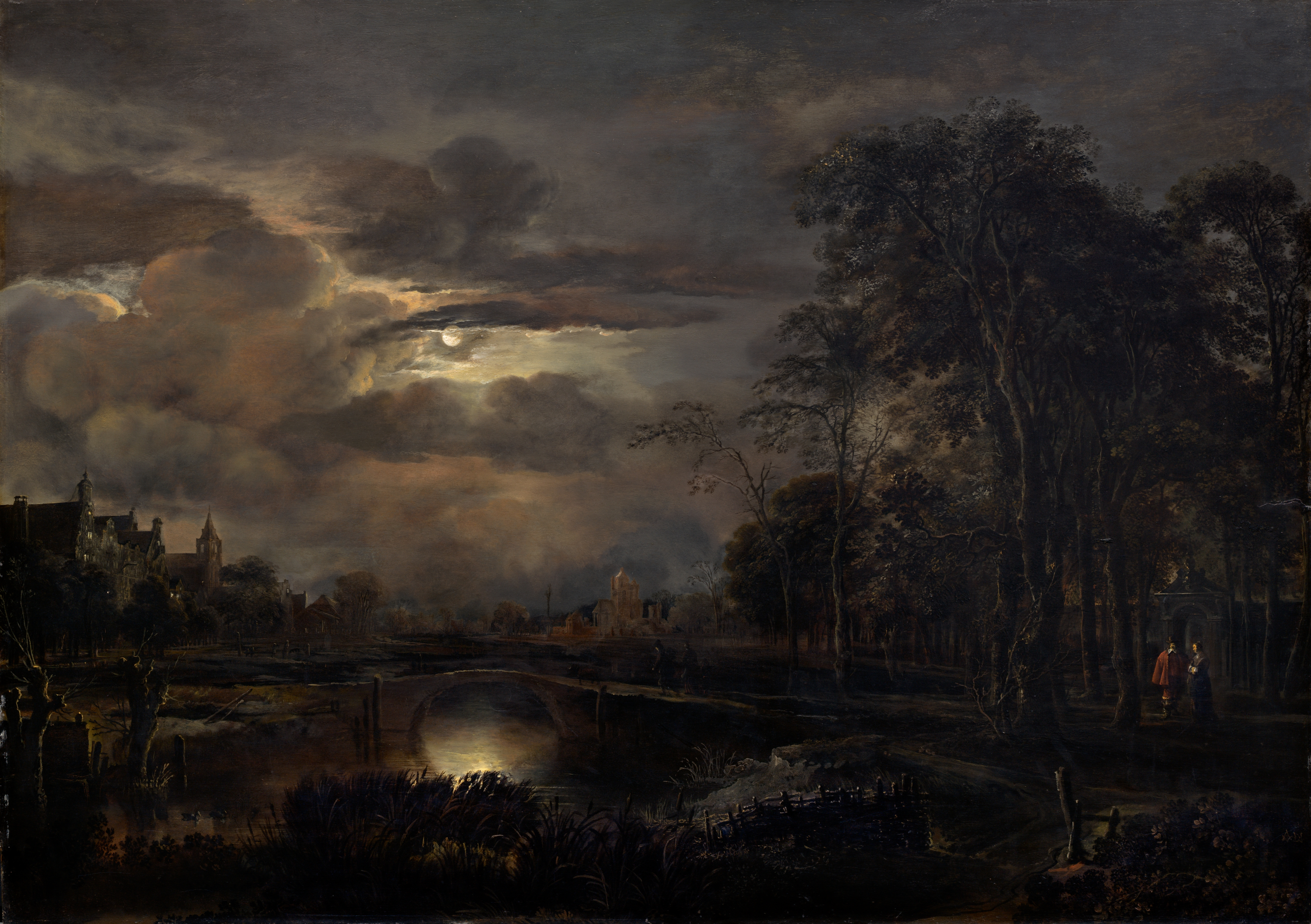
『月夜の橋』（1648年 - 1650年)
ナショナル・ギャラリー（ワシントン）

カイプとファン・デル・ネールの作風はよく似ており、両者が知り合う前から同じようなモチーフの作品を描いていたが、画家としての才能はカイプのほうが遥かに上だった。ファン・デル・ネールはカイプから多くのことを学び、カイプは頼まれてファン・デル・ネールの絵画に人物や家畜を描くこともあったが、ファン・デル・ネールがカイプの手助けをすることはなかった。二人が共同制作した作品がドルトレヒトに存在しており、ルーブル美術館にもカイプが前景と雌牛を描いたと考えられているファン・デル・ネールの風景画が所蔵されている。ロンドンのナショナル・ギャラリーが所蔵するファン・デル・ネールの作品にはカイプが赤いスカートの女性を描いており、その女性が持っている手桶にはカイプの署名が残されている。その他フランクフルトのシュテーデル美術館にも、カイプが釣り人や犬などを描いたファン・デル・ネールの有名な作品が所蔵されている。
ファン・デル・ネールの特徴として、遠景の暗いモチーフであってもさまざまな色調の暖茶色や鉄灰色で彩る、透明感に満ちた作風があげられる。好んで描いたのは生まれ故郷オランダの、夕暮れあるいは夜半の河川だった。冬の情景を描いた作品もあり、ゴルファー、橇に乗る人、釣り人などが描かれた、日中の氷結した河川や湖沼の絵画が多い。
ファン・デル・ネールの絵画は希少というわけではなく、絵画市場における評価もカイプやホッベマの方が上で、コレクターたちからの人気もあった。現存するファン・デル・ネールの作品はおよそ150点程度といわれ、サンクトペテルブルクのエルミタージュ美術館が所蔵しているコレクションがもっとも充実している。イギリスではロンドンのナショナル・ギャラリー、ウォレス・コレクション、バーンズリーのカノン・ホール美術館などが所蔵し、プライベート・コレクションとしてはビュート侯爵家などが所有している。